# Jalmar Sjöberg
Jalmar Leonard Sjöberg, född 31 mars 1985 i Klippan i Skåne, är en svensk brottare, tävlande för BK Ore Vinslöv. Han representerade Sverige i Olympiska sommarspelen 2008 i 120-kilosklassen, där han kom på femte plats efter att ha förlorat en av bronsmatcherna.
Sjöberg har tagit tre mästarskapsmedaljer: 1 VM-brons, 1 EM-silver och 1 EM-brons.
Hösten 2012 började Sjöberg som hjälptränare vid Brottningsgymnasiet i Klippan. Sedan 2012 är han även huvudtränare för senioravdelningen i Klippans Brottningsklubb.
Sjöberg är sambo med brottaren Jenny Fransson.